# لا باخول
بلدية لا باخول (بالإسبانية: La Bajol) هي بلدية تقع في مقاطعة جرندة التابعة لمنطقة كتالونيا شمال شرق إسبانيا.

## الديموغرافيا
بلغ عدد سكان بلدية لا باخول 101 نسمة عام 2011 (وفقاً للمعهد الوطني الإسباني للإحصاء).
| 84 | 97 | 123 | 96 | 109 | 98 | 101 |